# Eric Baker
Eric Baker (22 de septiembre de 1920 - julio de 1976) fue uno de los fundadores de la ONG dedicada a la defensa de los Derechos Humanos Amnistía Internacional y el segundo Secretario General de la organización.
| Predecesor: Peter Benenson | Secretario General de Amnistía Internacional 1966 - 1968 | Sucesor: Martin Ennals |

- Datos: Q543657